# Arára (neklasificirani jezik)
Arára jezik (mato grosso arára, arara do beiradão, arara do rio branco; ISO 639-3: axg), neklasificirani indijanski jezik kojim su govorili pripadnici plemena Arara do Rio Branco u brazilskoj državi Mato Grosso, čija etnička pripadnost iznosi oko 150 (1994 ISA).
Pripadnici etničke grupe danas govore portugalski [por]. 

## Vanjske poveznice
- Ethnologue (14th)
- Ethnologue (15th)